# 克罗马克
克罗马克（法語：Cromac，法語發音：[kʁɔmak]）是法国新阿基坦大区上维埃纳省的一个市镇，属于贝拉克区。

## 地理
克罗马克（46°20'32"N, 1°18'0"E）面积24.15 平方千米，位于法国新阿基坦大区上维埃纳省，该省份为法国中西部省份，北起顺时针与安德尔省、克勒兹省、科雷兹省、多爾多涅省、夏朗德省和维埃纳省接壤。
与克罗马克接壤的市镇（或旧市镇、城区）包括：沙亚克、博略、拉沙特尔朗格兰、茹阿克、伯奈兹河畔马亚克、圣乔治莱朗德、圣莱热马尼亚泽。

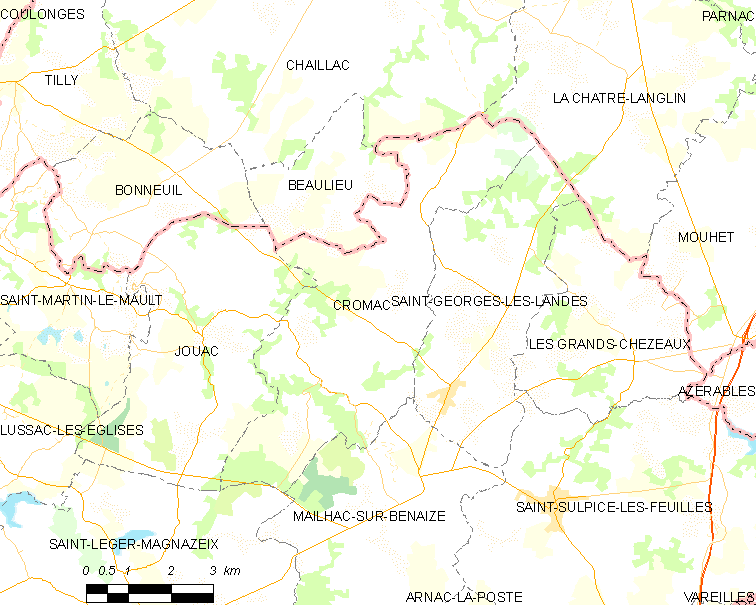
克罗马克的OSM定位图

克罗马克的时区为UTC+01:00、UTC+02:00（夏令时）。

## 行政
克罗马克的邮政编码为87160，INSEE市镇编码为87053。

## 政治
克罗马克所属的省级选区为沙托蓬萨克县。

## 人口

1962-2008年间克罗马克人口变化图示

克罗马克于2022年1月1日时的人口数量为246人。